# Magneux-Haute-Rive
Magneux-Haute-Rive is een gemeente in het Franse departement Loire (regio Auvergne-Rhône-Alpes) en telt 349 inwoners (2005). De plaats maakt deel uit van het arrondissement Montbrison.

## Geografie
De oppervlakte van Magneux-Haute-Rive bedraagt 12,3 km², de bevolkingsdichtheid is 28,4 inwoners per km².
De onderstaande kaart toont de ligging van Magneux-Haute-Rive met de belangrijkste infrastructuur en aangrenzende gemeenten.

## Demografie
Onderstaande figuur toont het verloop van het inwonertal (bron: INSEE-tellingen).